# South Perrott
South Perrott är en ort och civil parish i Storbritannien.   Den ligger i kommunen Dorset och riksdelen England, i den södra delen av landet, 200 km väster om huvudstaden London. South Perrott ligger 70 meter över havet och antalet invånare är 220.
Terrängen runt South Perrott är lite kuperad. Runt South Perrott är det ganska tätbefolkat, med 104 invånare per kvadratkilometer. Närmaste större samhälle är Yeovil, 12,5 km nordost om South Perrott. Trakten runt South Perrott består i huvudsak av gräsmarker.